# 高爾夫球 (球)

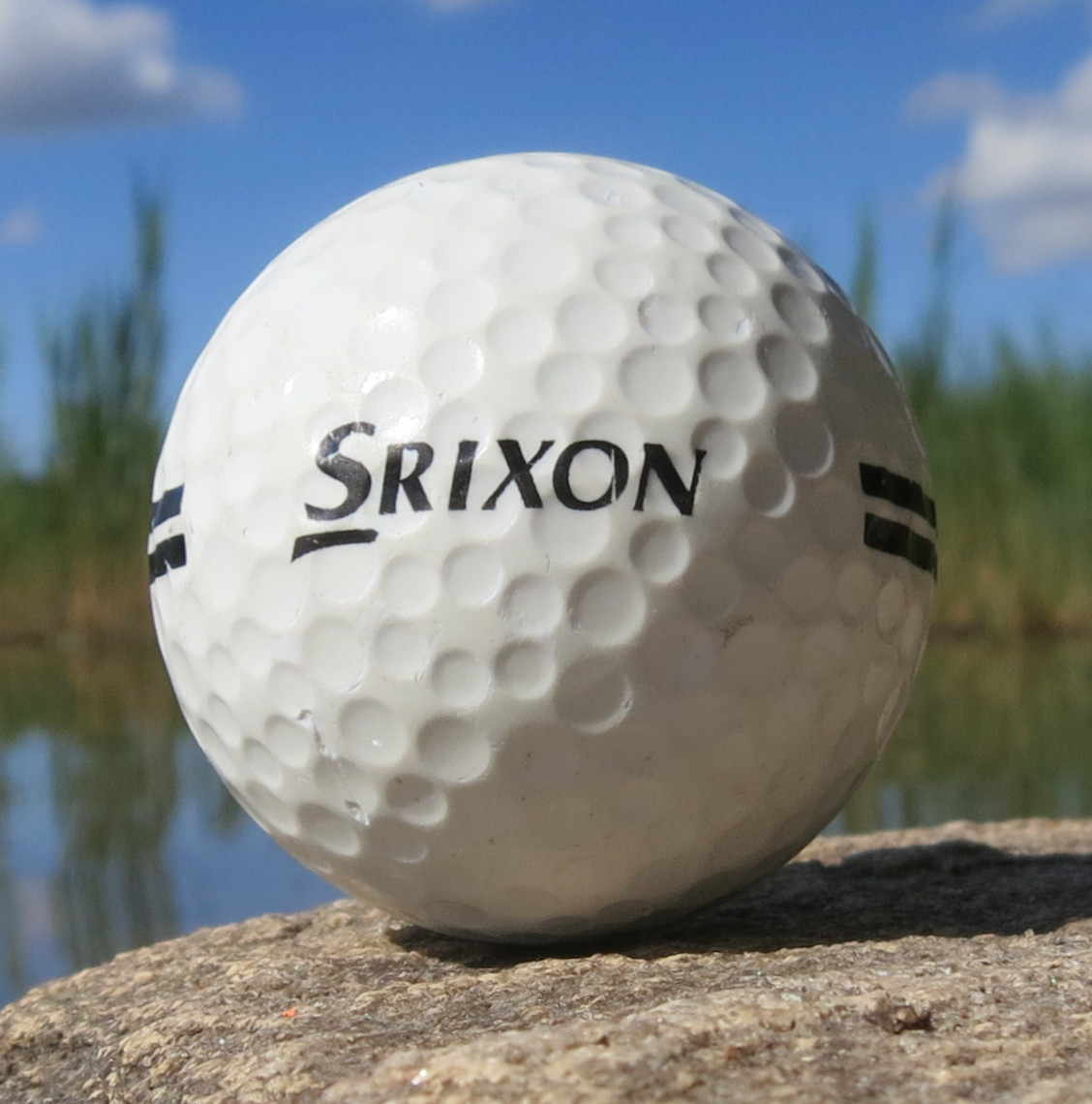
高爾夫球

高爾夫球是專門用於高爾夫運動的球，根據高爾夫規則，其重量不得多於1.620盎司（45.93克），直徑不得少於1.680英寸（42.67），The R&A及美國高爾夫協會亦會對高爾夫球進行測試並驗正其他的範疇包括飛行速度、距離和對稱是否在可接受的範圍之內。

## 設計
高爾夫球表面的凹洞，是英國工程師及製造廠商威廉·泰勒（William Taylor），於1905年登記專利的設計。泰勒是泰勒霍布森公司的聯合創始人，他發覺不完美的舊球比起平滑的新球飛得更遠，並開始對高爾夫球表面構成作系統測試，嘗試尋找出最好的構造。及後他研製出凹洞幅蓋整個球面的設計及製造這些高爾夫球的工具。